# Enclos paroissial de Locmélar
L'enclos paroissial de Locmélar est un enclos paroissial situé dans la commune de Locmélar (Finistère, Bretagne). Il inclut l'église Saint-Mélar et un calvaire,. L'ensemble est classé monument historique en 1934.

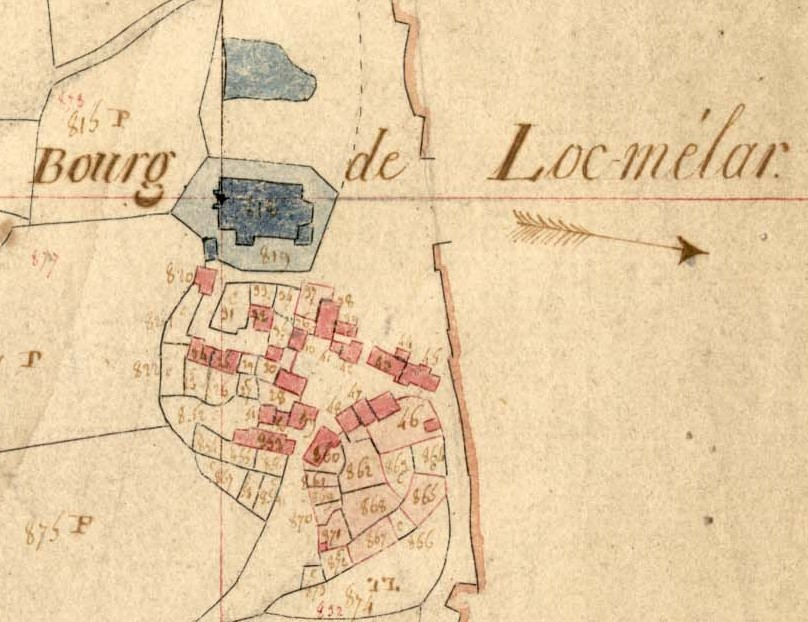
Plan de l'enclos en 1811. L'ossuaire, détruit en 1920, est visible au sud-ouest. La sacristie est visible au sud-est de l'église.

## Galerie

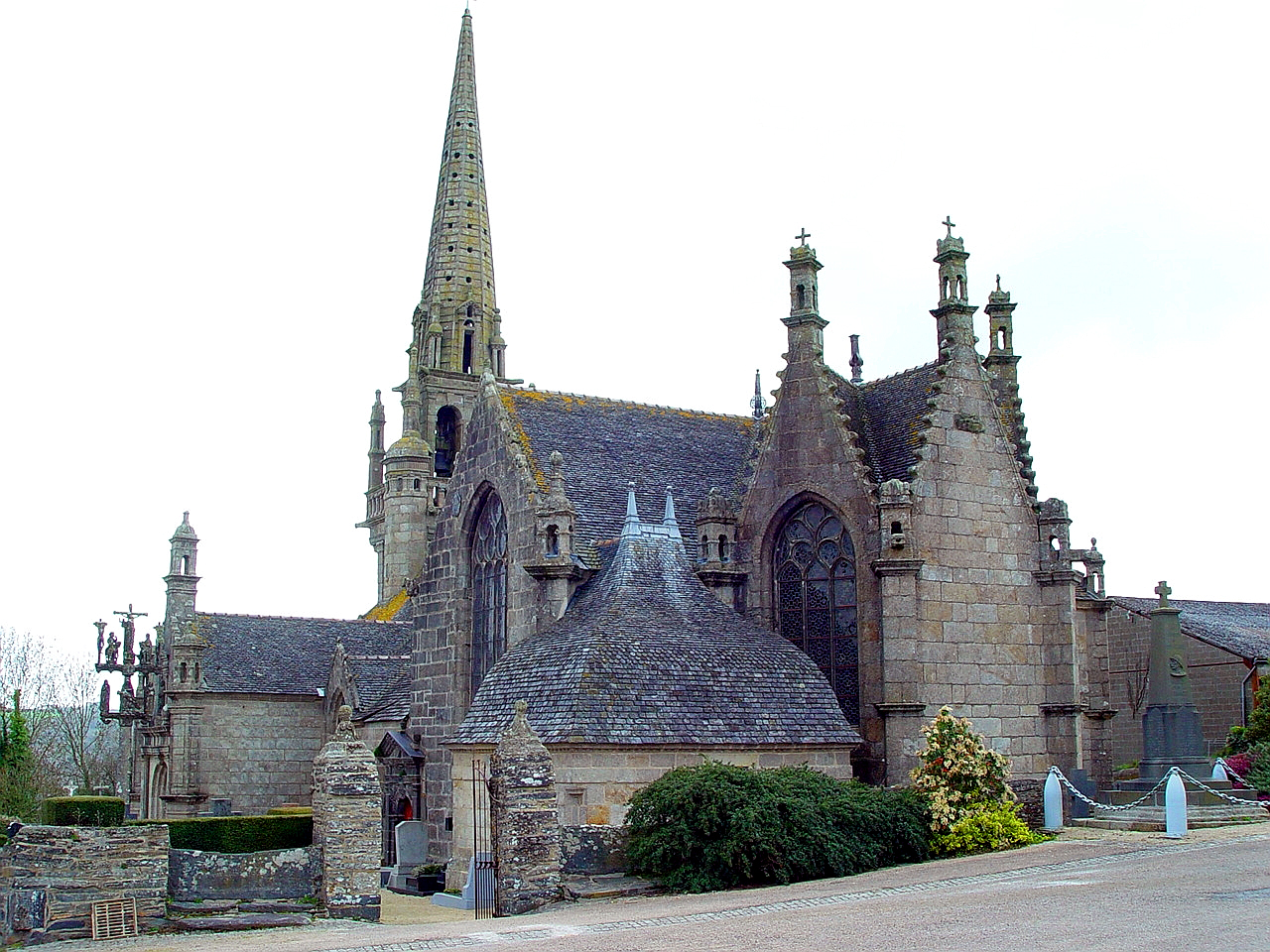
L'église.
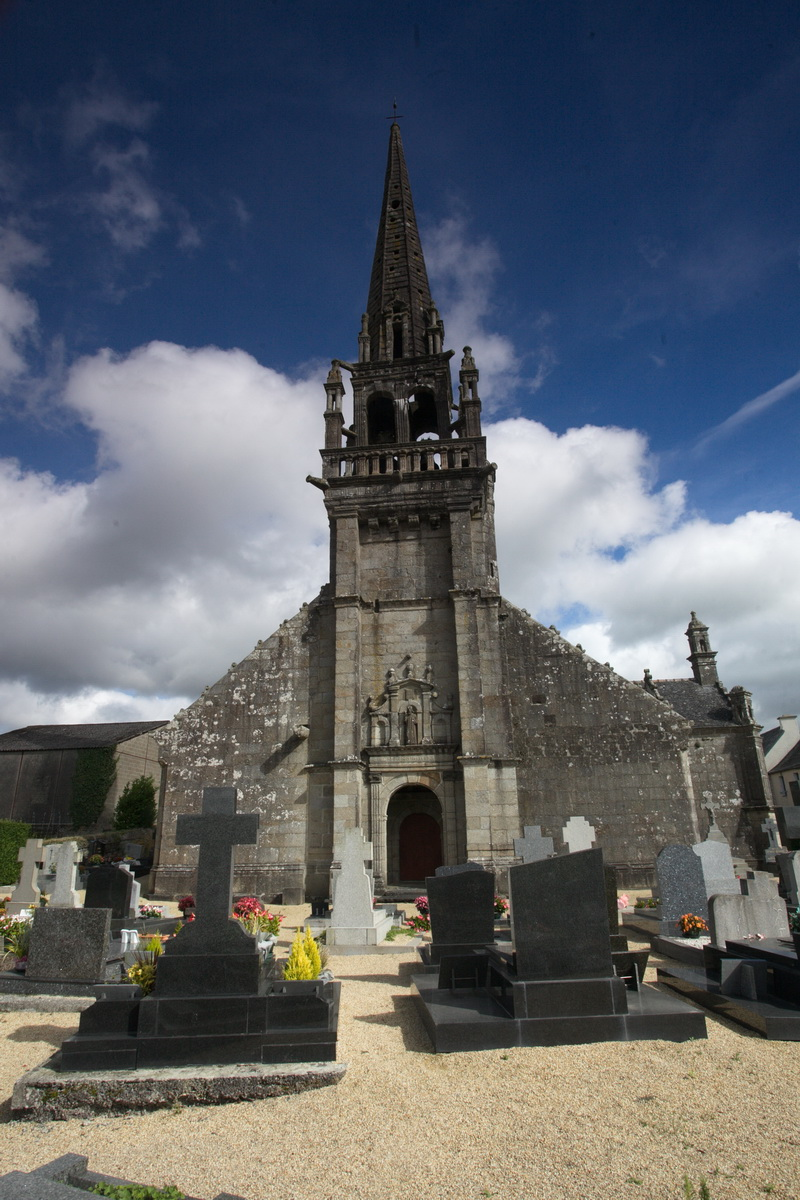
La façade occidentale.
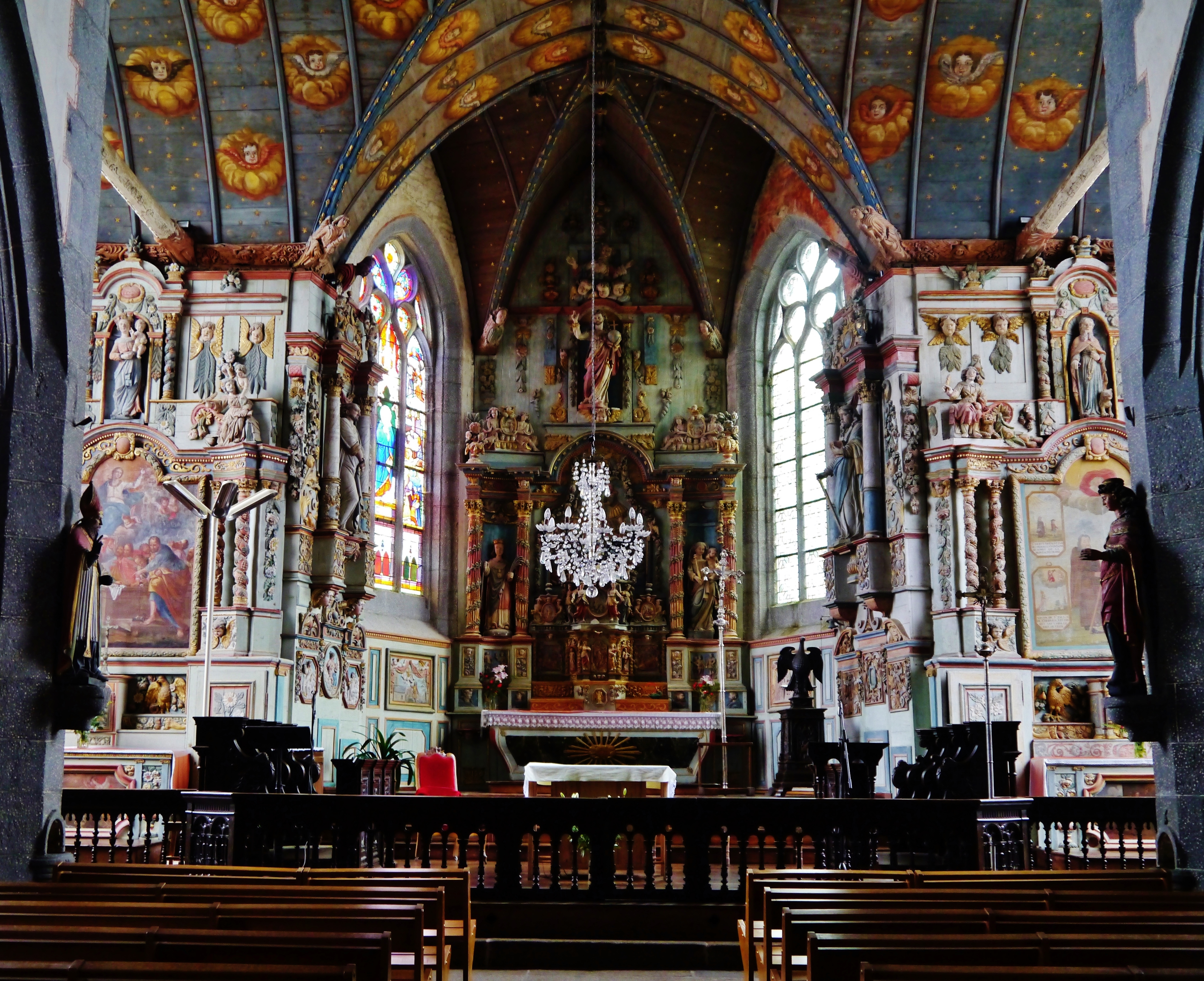
Le chœur.
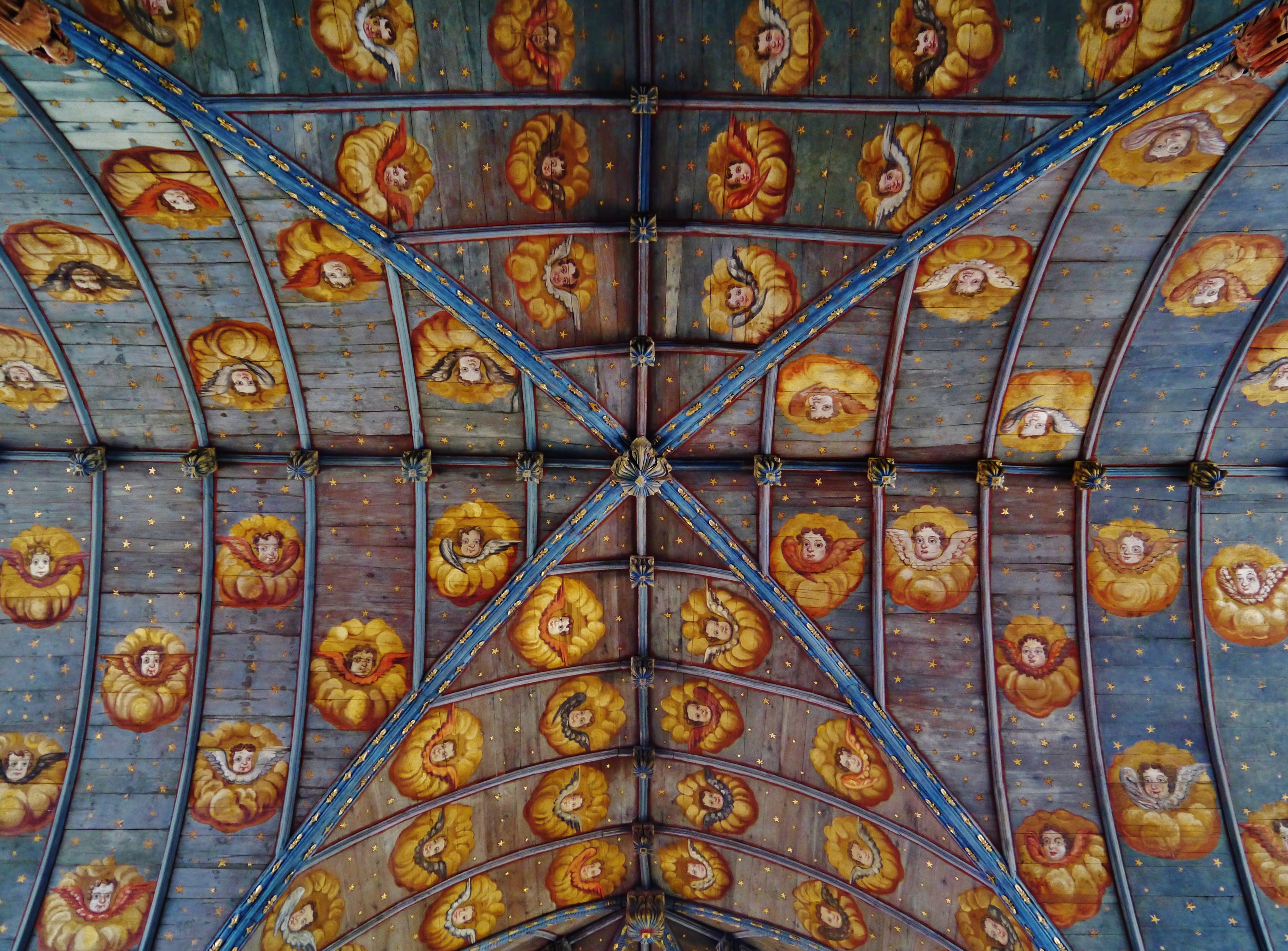
Le plafond.
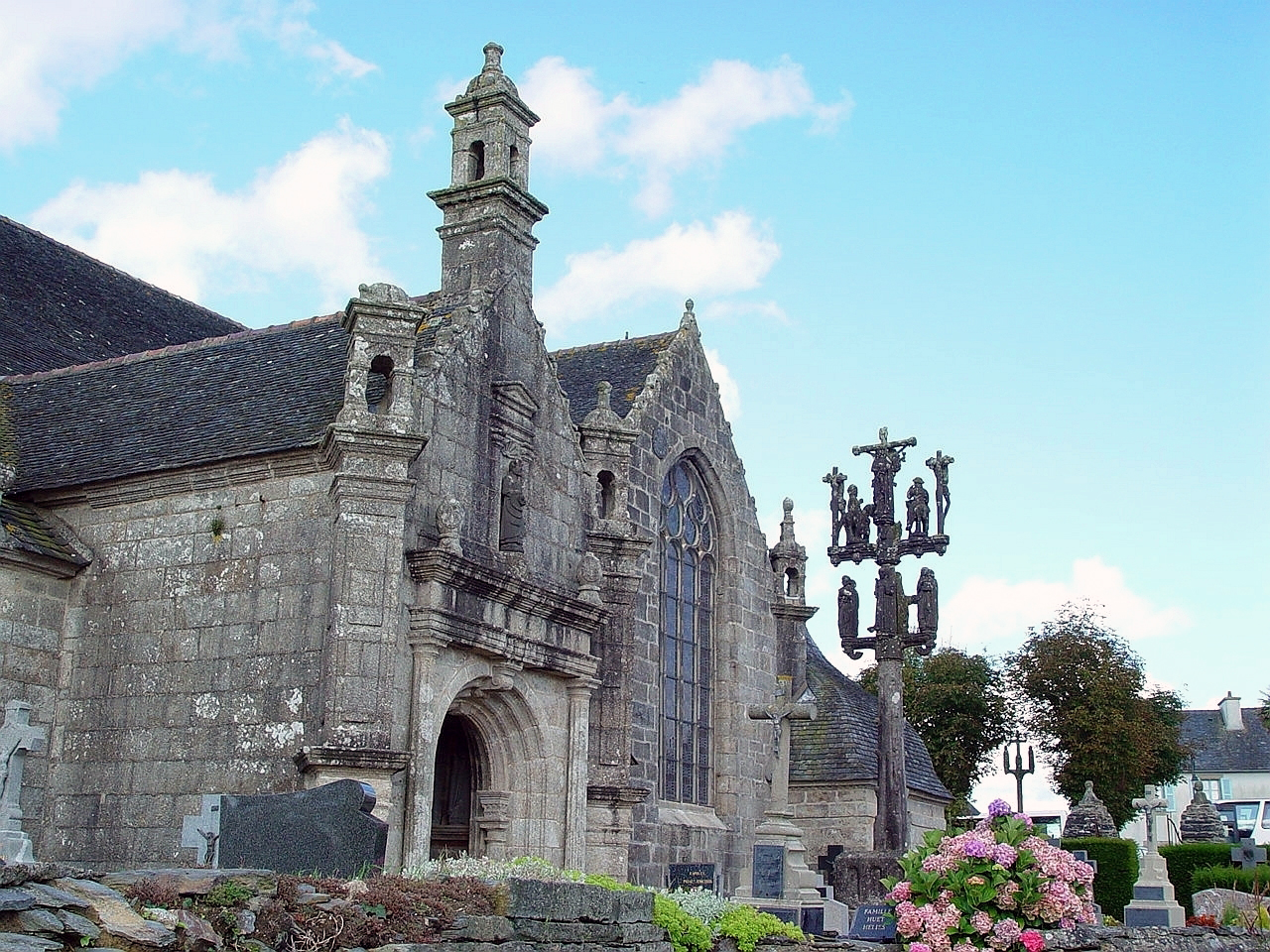
Le porche sud et le calvaire.
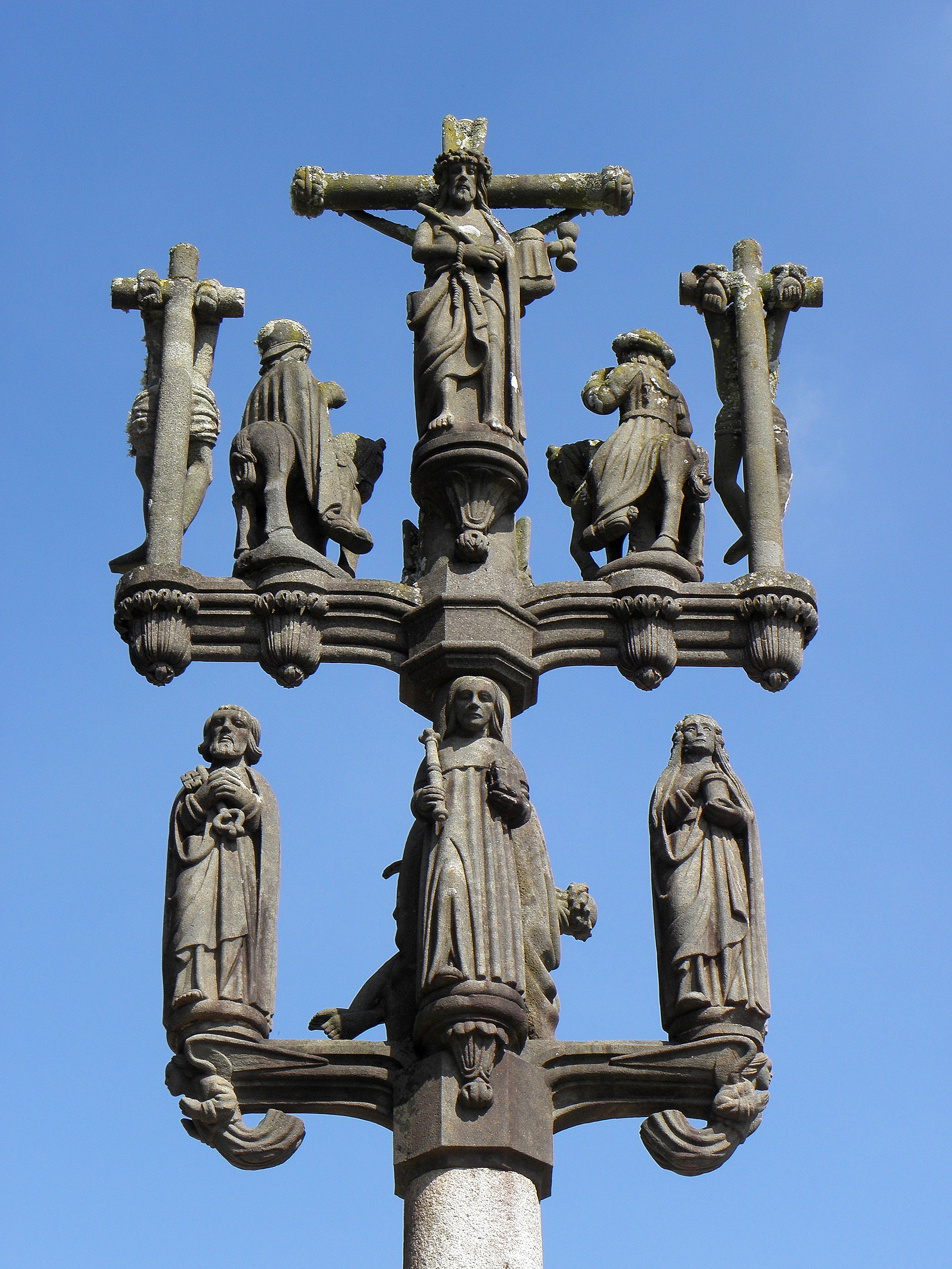
Détail du calvaire.